# María Sánchez (veterinaria de campo)
María Sánchez Rodríguez (Córdoba, 1989) es una veterinaria de campo, poeta, narradora y feminista española.

## Biografía
María Sánchez nació en Córdoba en 1989. Toda su familia es de la Sierra Norte de Sevilla. Hija y nieta de veterinarios, es la primera mujer de su familia en dedicarse a un oficio, veterinaria de campo, tradicionalmente desempeñado por hombres. Licenciada en Veterinaria por la Universidad de Córdoba en 2014. Mientras estudiaba en la Universidad, compaginaba sus estudios con libros de literatura y poesía.

### Trayectoria profesional
Trabaja con razas autóctonas en peligro de extinción, defendiendo el pastoreo y la ganadería extensiva. Ha trabajado en el sector del caprino de leche varios años. Ha trabajado en ACRIFLOR, Asociación Nacional de Criadores de Ganado Caprino de Raza Florida (se denomina Florida la raza por su moteado rojo en la piel que recuerda a un campo de flores en primavera). Participa en eventos y conferencias sobre ganadería extensiva y medio rural.

### Trayectoria literaria
Reivindica el papel de las mujeres en el medio rural, como el de su abuela y el de su madre, siempre con labores consideradas subalternas en un universo de poder masculino. Tardó en reconocerse en las figuras femeninas que la rodeaban: “De chica quería ser un hombre. Ellos eran mi referencia”. Como escritora también le pasaba: “No hay narradoras del mundo rural porque las niñas dejaban la escuela para ayudar en el campo mientras sus hermanos seguían estudiando”. Con su oficio y con su narrativa reivindica el medio rural y la figura de las mujeres en el mismo.
Colabora habitualmente en medios digitales y de papel sobre literatura, feminismo, ganadería extensiva y cultura y medio rural. Coordina el proyecto Las entrañas del texto, desde el que invita a reflexionar sobre el proceso de creación, y Almáciga, un pequeño vivero de palabras del medio rural de las diferentes lenguas de la península ibérica. Colabora en Carne Cruda Radio, con la sección Notas de campo, un diario sonoro desde los márgenes, lleno de historias, personas y animales que habitan y cuidan el medio rural.
Sus poemas han sido publicados en revistas y antologías como Apuestas (La Bella Varsovia, 2014) y traducidos al francés, portugués y al inglés. En Cuaderno de campo (La Bella Varsovia, 2017), su primer libro, se sirvió de historias familiares para componer un poemario.
En su libro Tierra de Mujeres (Seix Barral, 2019) aborda el trabajo de la mujer en el medio rural, la necesidad de un "futuro sostenible", la importancia de preservar la ganadería extensiva y el mimo hacia un lenguaje relegado. Sin nostalgia ni prejuicios y con una mirada crítica a la inacción institucional y a un sistema que opaca las garantías locales en la producción agroalimentaria.
En el año 2020 publica Almáciga. Un vivero de palabras de nuestro medio rural, un glosario poético ilustrado de palabras del medio rural, ilustrado por Cristina Jiménez.

## Obra
- Cuaderno de campo (La Bella Varsovia, 2017) - poesía.[22]
- Tierra de Mujeres (Seix Barral, 2019) - narrativa.[23]
- Almáciga. Un vivero de palabras de nuestro medio rural (Geoplaneta, 2020).
- Fuego la sed (La Bella Varsovia, 2024) - poesía

## Premios y reconocimientos
- Premio Orgullo Rural 2019 de la Fundación de Estudios Rurales, por su defensa del mundo rural a través de su labor como poeta, ensayista, divulgadora y veterinaria de campo.[24]
- Premio Nacional de Juventud 2019 en la categoría de Cultura, por su contribución a visibilizar con carácter modélico e innovador la necesidad de mantener la vida en el campo.[25]
- Premio Córdoba en Igualdad 2020, el ámbito del arte y la cultura.[26]
- Premio Fundación Princesa de Girona Artes y Letras 2021, por «su labor como poeta, escritora y activista en defensa de la cultura rural, y especialmente del papel olvidado de las mujeres en el campo».[27]
- Premio Andaluces del Futuro 2021 en la categoría Cultura.[28]
- Medalla de Andalucía al Mérito Medioambiental 2023.[29]
- XLIV premio internacional Afundación de Periodismo  Julio Camba 2024